# Romorantin-Lanthenay
Pour les articles homonymes, voir Romorantin et Lanthenay.
Romorantin-Lanthenay est une commune française, située dans le département de Loir-et-Cher en région Centre-Val de Loire. Cette ville est par ailleurs capitale de la région naturelle de la Sologne.

## Géographie

### Localisation et communes limitrophes
La commune de Romorantin-Lanthenay se trouve dans le sud-est du département de Loir-et-Cher, dans la petite région agricole de la Grande Sologne,. À vol d'oiseau, elle se situe à 40,4 km de Blois, préfecture du département. La commune constitue en outre le bassin de vie de Romorantin-Lanthenay.
Les communes les plus proches sont : Villeherviers (3,9 km), Pruniers-en-Sologne (7,2 km), Loreux (7,7 km), Villefranche-sur-Cher (7,8 km), Veilleins (8,8 km), Saint-Julien-sur-Cher (8,9 km), Lassay-sur-Croisne (9,4 km), Millançay (9,7 km) et La Chapelle-Montmartin (10 km).
Les communes limitrophes sont  Millançay, Pruniers-en-Sologne, Veilleins, Villefranche-sur-Cher et Villeherviers.

### Localisation

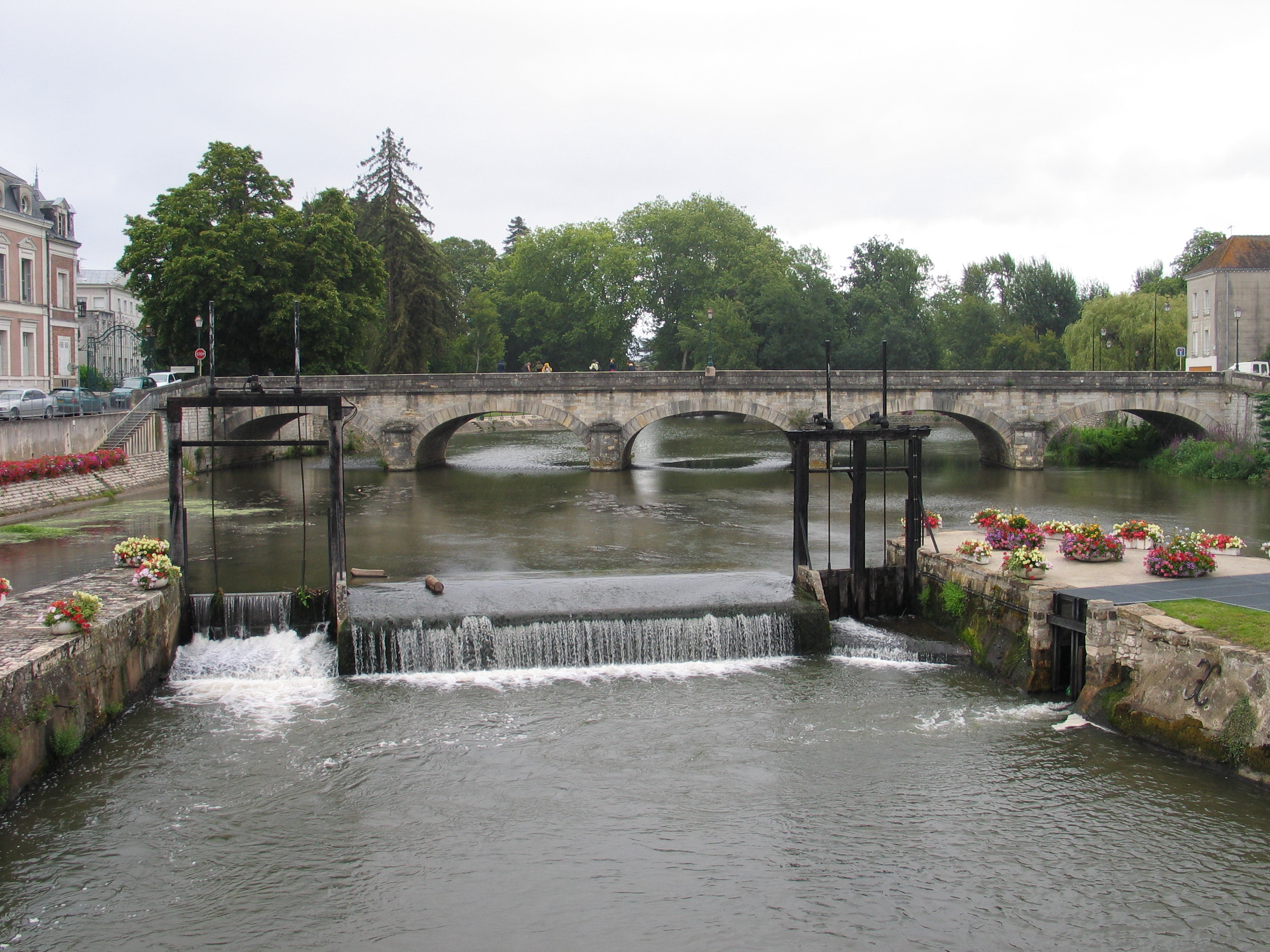
La Sauldre.

La ville est située au cœur de la Sologne, sur la rivière Sauldre, à 30 km au nord-ouest de Vierzon, 41 km au sud-est de Blois, 65 km au sud d'Orléans, 69 km au nord-ouest de Bourges, 90 km à l'est de Tours et 190 km au sud de Paris.
Elle appartient à l'aire urbaine de Romorantin-Lanthenay.
Les routes départementales 49, 59, 75, 120, 724, 765 et 922 traversent le territoire de la commune.

### Climat
Pour des articles plus généraux, voir Climat du Centre-Val de Loire et Climat de Loir-et-Cher.
En 2010, le climat de la commune est de type climat océanique dégradé des plaines du Centre et du Nord, selon une étude du CNRS s'appuyant sur une série de données couvrant la période 1971-2000. En 2020, Météo-France publie une typologie des climats de la France métropolitaine dans laquelle la commune est exposée à un climat océanique altéré et est dans la région climatique  Centre et contreforts nord du Massif Central, caractérisée par un air sec en été et un bon ensoleillement. 
Pour la période 1971-2000, la température annuelle moyenne est de 11,6 °C, avec une amplitude thermique annuelle de 14,7 °C. Le cumul annuel moyen de précipitations est de 676 mm, avec 10,8 jours de précipitations en janvier et 6,7 jours en juillet. Pour la période 1991-2020, la température moyenne annuelle observée sur la station météorologique de Météo-France la plus proche, « Romorantin-Pruniers », sur la commune de Gièvres à 11 km à vol d'oiseau, est de 11,6 °C et le cumul annuel moyen de précipitations est de 695,7 mm,. Pour l'avenir, les paramètres climatiques de la commune estimés pour 2050 selon différents scénarios d'émission de gaz à effet de serre sont consultables sur un site dédié publié par Météo-France en novembre 2022.

## Urbanisme

### Typologie
Au 1er janvier 2024, Romorantin-Lanthenay est catégorisée petite ville, selon la nouvelle grille communale de densité à sept niveaux définie par l'Insee en 2022.
Elle appartient à l'unité urbaine de Romorantin-Lanthenay, une unité urbaine monocommunale constituant une ville isolée,.
Romorantin-Lanthenay est une commune urbaine, car elle fait partie des communes denses ou de densité intermédiaire, au sens de la grille communale de densité de l'Insee,,,. Par ailleurs la commune fait partie de l'aire d'attraction de Romorantin-Lanthenay, dont elle est la commune-centre. Cette aire, qui regroupe 29 communes, est catégorisée dans les aires de moins de 50 000 habitants,.

## Toponymie
L'étymologie de Romorantin n'est pas certaine. Il existe plusieurs hypothèses:
- les Romains y auraient construit un camp Roma Minor ou petite Rome
- le nom pourrait venir aussi des ruisseaux Ru et Morentinus, affluents de la Sauldre.

Quant à la seconde partie, Lanthenay, elle fait référence à la commune ayant fusionné avec Romorantin en 1961.

## Histoire

### À la Renaissance
À l'emplacement d'un château plus ancien, Louise de Savoie, mère de François Ier, confie à Léonard de Vinci en 1516, la tâche de concevoir un palais royal afin de faire de Romorantin une cité idéale, une nouvelle Rome ou une nouvelle capitale de la France. Ce dernier envisage également le percement d'un canal reliant la Loire à la Sauldre.
Les travaux de dérivations, d'aménagements et de terrassement de la Sauldre aux abords du château ont lieu entre 1516 et 1518. La construction est lancée, une aile de 70 mètres de long est construite, mais les travaux restent inachevés en 1519, peut-être à cause de la peste, mais plus probablement à cause de la mort de Léonard de Vinci. 
L'aile construite par Louise de Savoie est détruite en 1723. Il reste aujourd'hui, outre les plans de Léonard de Vinci dans le Codex Atlanticus, des traces archéologiques nombreuses — dont les ruines du château avec deux tours et les remblais que l'on peut voir aujourd'hui, les descriptions et plan du XVIIe siècle, mais également des plaques et des épis de faîtage dorés retrouvés dans des maisons de la ville dont celle « de l'architecte de Chambord ». Longtemps décrit comme un projet rêvé de Léonard de Vinci, le château de Romorantin a bien été construit, au moins partiellement, en attestent les nombreuses factures et descriptions découvertes depuis 2015, et dont la maîtrise d'ouvrage est la même à Chambord et à Romorantin. Ce projet inachevé est un prototype du château de Chambord, et de son fameux escalier à vis, au sujet duquel l'architecte Dominique de Cortone vient rencontrer Léonard en 1518 au Clos-Lucé.

### AuXVIIIesiècle
Entre les 26 et 29 novembre 1770, une inondation sans précédent (4 à 5 pieds d'eau) cause de nombreuses destructions dans la ville (plusieurs maisons, deux ponts et le moulin de la ville) ainsi que sept morts (dont le meunier de la ville).

### Durant la Première Guerre mondiale

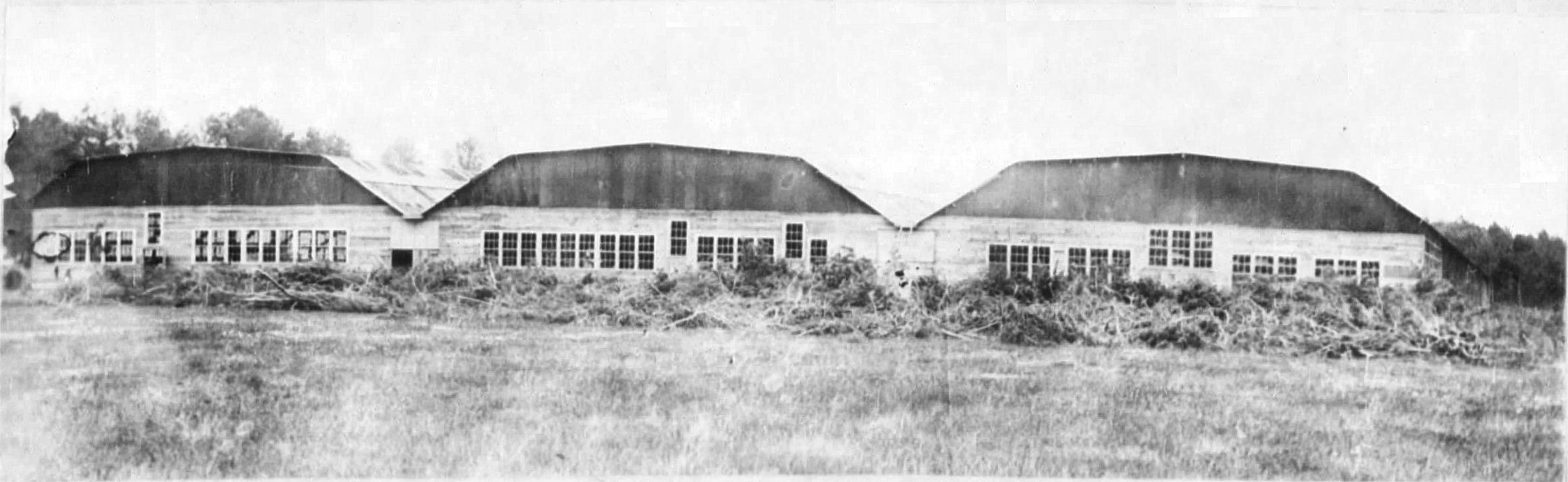
Bâtiments du centre de réparation Salvage and Repair.

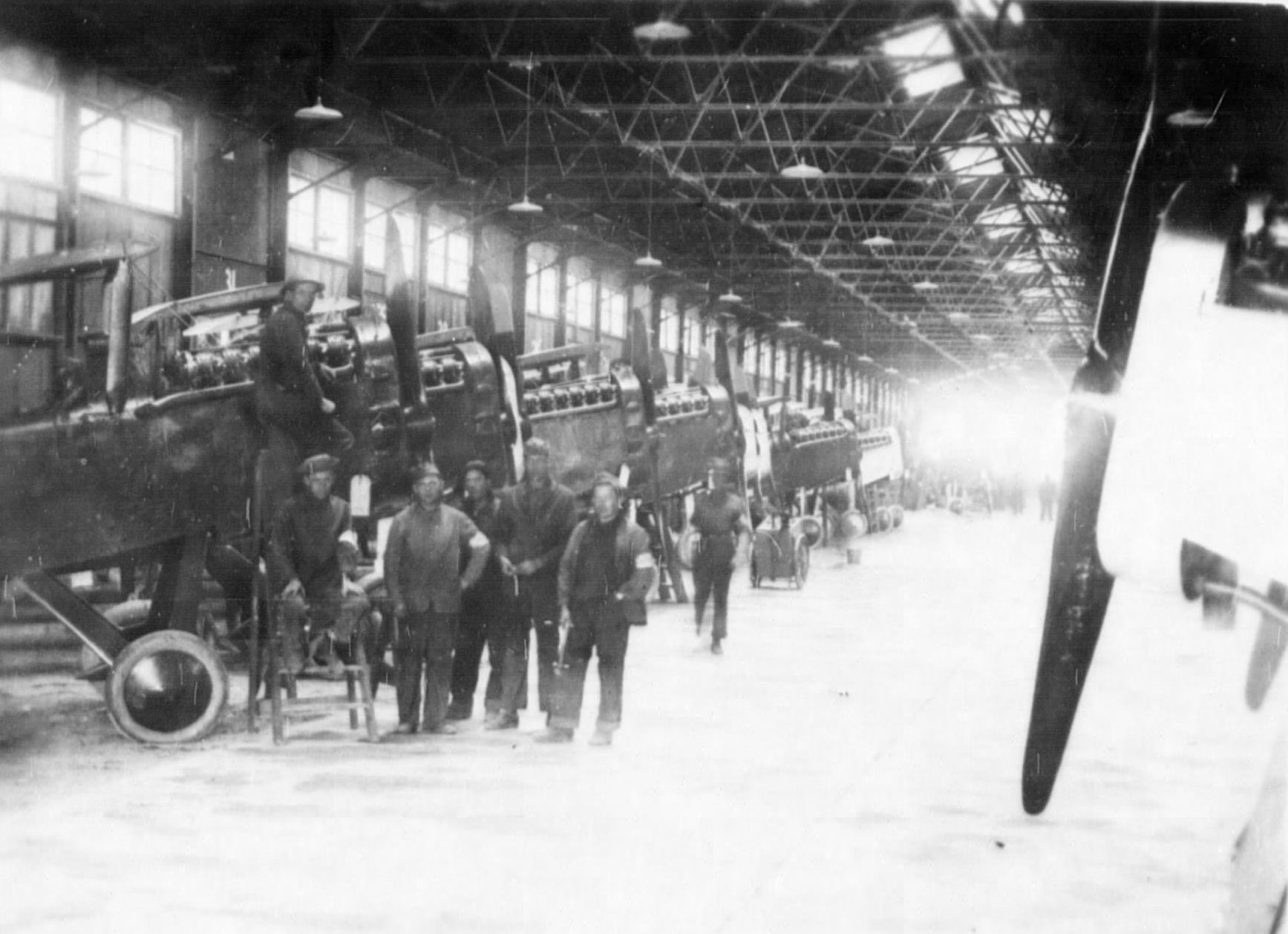
Installation de moteurs de DH-4 à l'aérodrome de Romorantin.

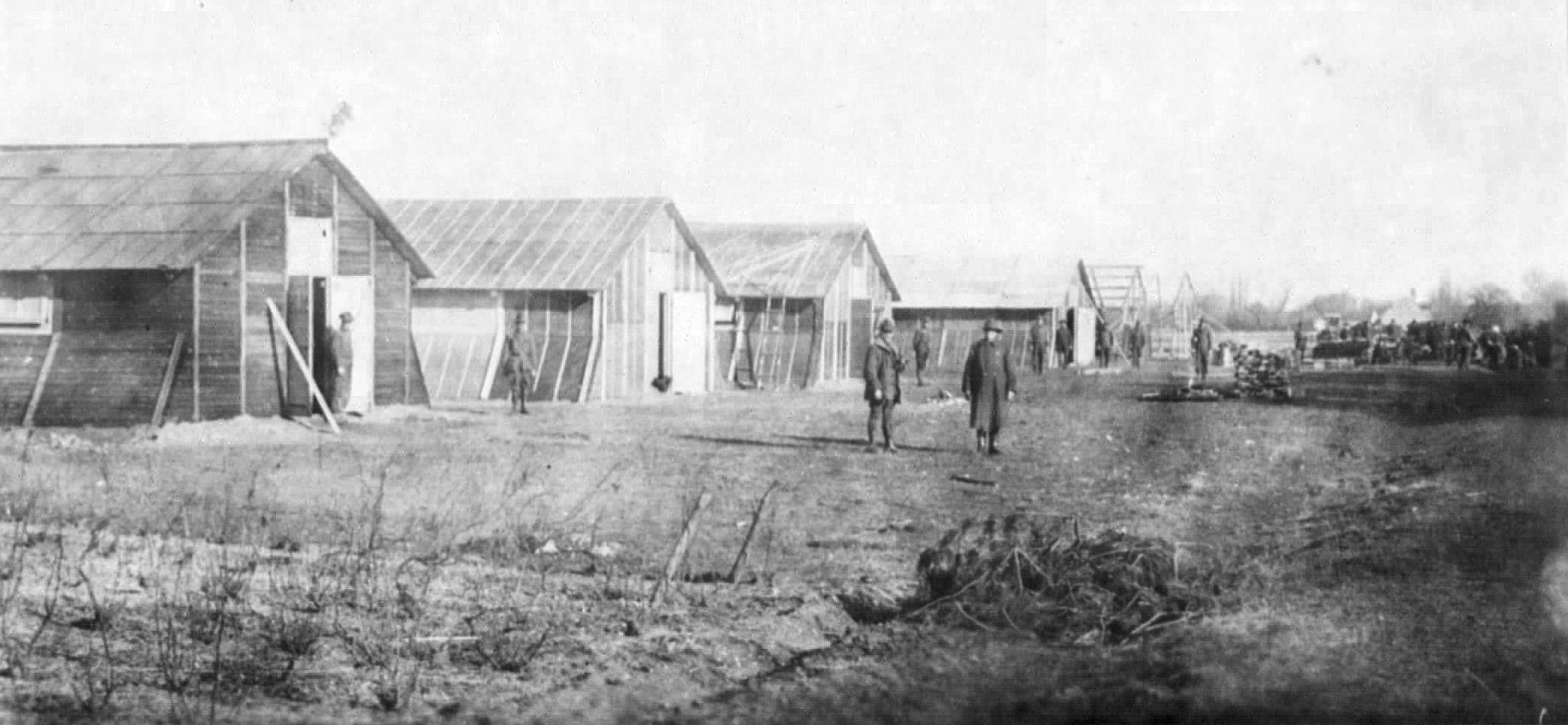
Baraquements pour les soldats américains.

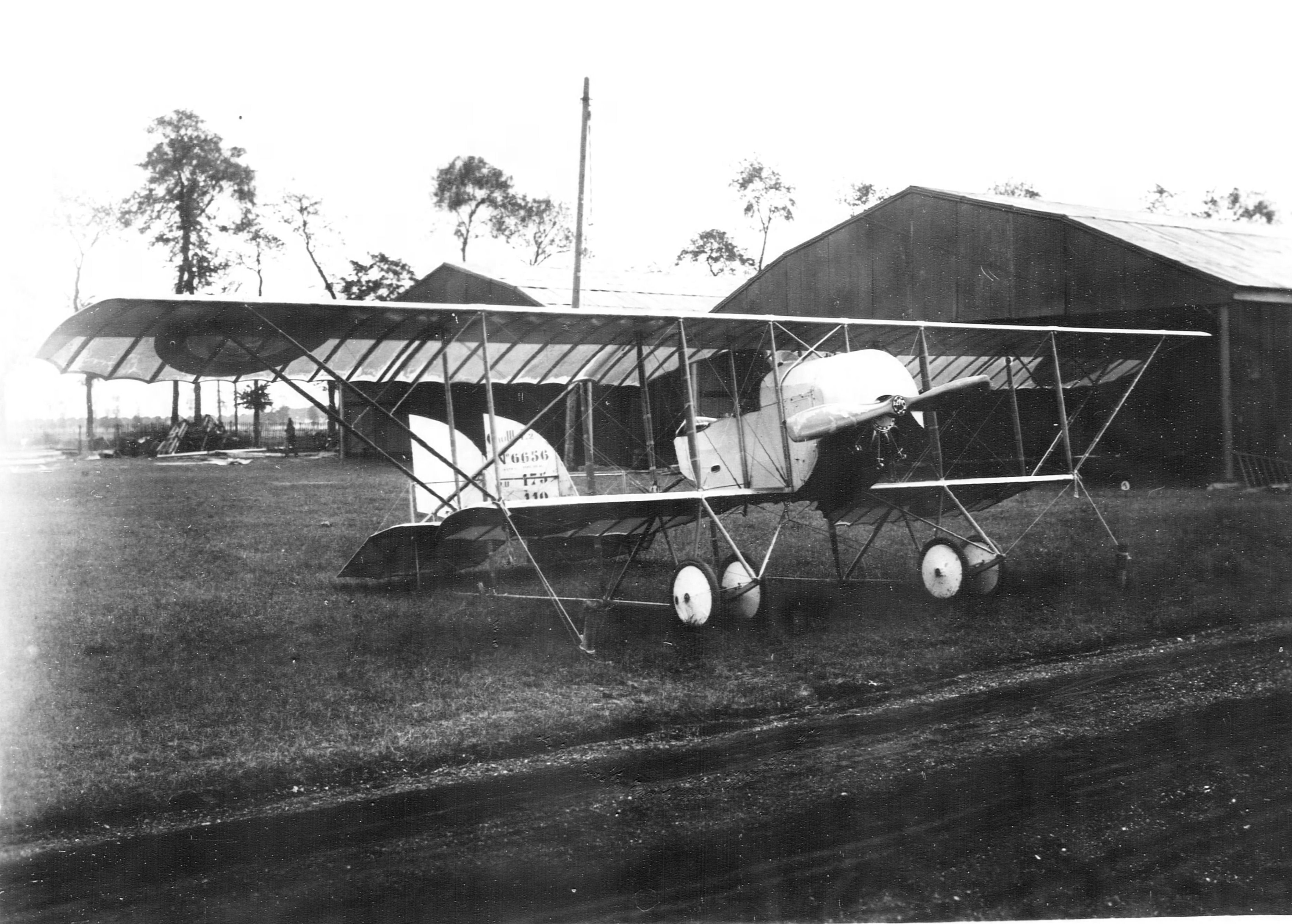
Caudron G.4 E2 - Air Service Production Center No. 2, sur l'aérodrome de Romorantin, 1918.

En 1912, le premier aérodrome destiné à l'armée française est construit.
Un gigantesque dépôt militaire américain est construit à partir d’août 1917 à côté de Romorantin, le G.I.S.D. (General Intermediate Supply Depot) s'étendait sur les communes de Gièvres, Pruniers, Selles-sur-Cher et Villefranche en formant un vaste losange dont les diagonales respectives étaient de 10 km et 3 km.
Les installations américaines ont hébergé jusqu'à 30 000 personnes, et concernaient les domaines :
- de l'aviation : avec l'assemblage, le montage et les essais des appareils ;
- du génie : avec ses entrepôts de tout le matériel nécessaire aux travaux et avec ses ateliers spécialisés pour le travail du bois, du fer et autres matériaux ;
- de l'énergie électrique : avec le stockage de groupes électrogènes et de toutes les fournitures complémentaires ;
- de la santé : avec un hôpital modèle, un entrepôt de produits pharmaceutiques, des appareils médicaux, et des hôpitaux démontables ;
- de l'intendance : avec son usine frigorifique, ses dépôts de produits alimentaires mais également une boulangerie industrielle ;
- des transports : avec son parc automobile abritant des véhicules de toutes tailles par dizaines de milliers, ainsi qu'avec une cavalerie forte de 20 000 chevaux et avec des stocks de plus de 3 millions de litres de carburants et de lubrifiants.

Trois escadrons de ce qui deviendra l'United States Army Air Service arrivent le 17 janvier 1918 à Romorantin, puis s'installent quelques jours plus tard un peu plus à l'ouest, à Gièvres. En 10 mois, un camp d'aviation de 170 ha voit le jour (252 000 m2 de bâtiments, 16 km de routes et 17 km de voies ferrées sortent de terre). Les baraquements sont construits avec le bois local, issu de la scierie de Mur-de-Sologne. Un atelier d'assemblage d'avions est ensuite construit, avec un dépôt de matières premières et pièces de rechange, des hangars en acier, et des machines de soudure, d'entoilage, de sellerie, etc. sous le nom de Air Services Production Center, number 2. Entre avril et novembre 1918, ce sont 50 000 tonnes de matériels qui transitent par ce dépôt, à raison de 322 tonnes par jour.
L'atelier de montage et réparation installé à Romorantin réceptionne les avions et les moteurs en provenance des États-Unis, les assemble, les arme, puis les expédie vers le front après un seul vol d'essais. Le premier Airco DH.4 fabriqué à Romorantin et équipé d'un moteur Liberty L-12 date du 11 mai 1918, et ce sont 1 087 appareils de ce type qui sont réalisés dans cet atelier jusqu'au 11 novembre 1918,.
Après l'Armistice, le centre de production devient le principal centre de restauration et de réparation de l'aviation. Les avions arrivent chaque jour du front ou du centre d'instruction d'Issoudun. Ce sont au total 200 appareils étrangers, 619 DH.4 et 198 moteurs qui sont ainsi restaurés et réexpédiés aux États-Unis. En mai 1919, il y a encore près de 4 000 hommes présents sur le site. Une fois sa mission accomplie, le centre sera totalement démantelé au point qu'il n'en subsiste rien aujourd'hui.
L'aérodrome est actuellement occupé par la base aérienne 273 de Romorantin « Lieutenant-colonel Maurice Mailfert ».

### Durant la Seconde Guerre mondiale
Entre le 29 janvier et le 8 février 1939, plus de 3 100 réfugiés espagnols fuyant l'effondrement de la République Espagnole devant Franco, arrivent - durant la Retirada - dans le Loir-et-Cher. Devant l'insuffisance des structures d'accueil (les haras de Selles-sur-Cher sont notamment utilisés), 47 villages sont mis à contribution, dont Romorantin. Les réfugiés, essentiellement des femmes et des enfants, sont soumis à une quarantaine stricte, vaccinés, le courrier est limité, le ravitaillement s'il est peu varié et cuisiné à la française, est cependant assuré. Au printemps et à l'été, les réfugiés sont regroupés à Bois-Brûlé (commune de Boisseau).
La base aérienne servant de dépôt pour l'armée de l'air française a été bombardée par l'aviation allemande pendant la Bataille de France les 25 mai et 15 juin 1940. En 1944, alors utilisée par l'armée allemande, celle-ci est bombardée par les Forces Alliées les 10 avril, 30 avril et 4 juin 1944, ce dernier raid faisant 17 victimes civiles dans les agglomérations voisines.
La ville est libérée le 2 septembre 1944.

## Politique et administration
Lanthenay a absorbé une partie du territoire de Monthault en 1828.
La commune actuelle de Romorantin-Lanthenay est issue de la fusion, le 29 mai 1961, prise par arrêtés successifs des 25 janvier et 23 mars publiés au Journal officiel le 28 mai, des anciennes communes de Romorantin (code Insee : 41194, repris par la nouvelle commune) et Lanthenay (code Insee : 41111).

### Listes des maires
| Période    | Période  | Identité           | Étiquette | Qualité |
| ---------- | -------- | ------------------ | --------- | --- |
| 1944       | 1945     | Antoine Charmaison |           | |
| 1945       | 1949     | Jean Fouquerière   |           | |
| 1949       | 1959     | Maurice Sagnole    |           | |
| 1959       | 1985     | Jacques Thyraud    | UDF       | Avocat Conseiller général (1962-1967) Sénateur (1974-1992)                                                                          |
| avril 1985 | En cours | Jeanny Lorgeoux    | PS        | Directeur d'édition Député (1988-1993) Sénateur (2011-2017) Président de la communauté de communes du Romorantinais et du Monestois |

### Autres hommes et femmes politiques de la ville
Guillaume Peltier (LR) est député de la 2e circonscription de Loir-et-Cher depuis les élections législatives de juin 2017. En 2011, Jeanny Lorgeoux (PS) a été élu sénateur avec 52,92 % des suffrages contre 45,87 % pour son adversaire sortant Maurice Leroy puis perd son siège en 2017.
Les personnalités exerçant une fonction élective dont le mandat est en cours et en lien direct avec le territoire de la commune de Romorantin-Lanthenay sont les suivantes :
| Élections       | Territoire           | Titre                         | Nom                 | Début de mandat  | Fin de mandat |
| --------------- | -------------------- | ----------------------------- | ------------------- | ---------------- | ------------- |
| Municipales     | Romorantin-Lanthenay | Maire                         | Jeanny Lorgeoux     | 4 avril 1985     | 2026          |
| Départementales | Romorantin-Lanthenay | Conseiller départemental      | Louis de Redon      | 29 mars 2015     | 2021          |
| Départementales | Romorantin-Lanthenay | Conseillère départementale    | Isabelle Hermsdorff | 29 mars 2015     | 2021          |
| Régionales      | Centre-Val de Loire  | Président du conseil régional | François Bonneau    | 7 septembre 2007 | 2021          |
| Législatives    | 2e circonscription   | Député                        | Guillaume Peltier   | 21 juin 2017     | 2022          |

### Jumelages
| Ville | Ville           | Pays | Pays        | Période     |
| ----- | --------------- | ---- | ----------- | ----------- |
|       | Aranda de Duero |      | Espagne     | depuis 2008 |
|       | Langen          |      | Allemagne   | depuis 1968 |
|       | Long Eaton      |      | Royaume-Uni | depuis 1961 |
|       | Mudanya         |      | Turquie     | depuis 2012 |

Depuis 1971, il existe un jumelage triangulaire entre les villes de Romorantin-Lanthenay, Long Eaton et Langen.

## Démographie
L'évolution du nombre d'habitants est connue à travers les recensements de la population effectués dans la commune depuis 1793. Pour les communes de plus de 10 000 habitants les recensements ont lieu chaque année à la suite d'une enquête par sondage auprès d'un échantillon d'adresses représentant 8 % de leurs logements, contrairement aux autres communes qui ont un recensement réel tous les cinq ans,.

En 2022, la commune comptait 18 377 habitants, en évolution de +2,4 % par rapport à 2016 (Loir-et-Cher : −1,15 %, France hors Mayotte : +2,11 %).
| 1793  | 1800  | 1806  | 1821  | 1831  | 1836  | 1841  | 1846  | 1851  |
| ----- | ----- | ----- | ----- | ----- | ----- | ----- | ----- | ----- |
| 5 872 | 6 105 | 6 320 | 6 970 | 6 985 | 7 181 | 7 259 | 7 400 | 7 962 |

| 1856  | 1861  | 1866  | 1872  | 1876  | 1881  | 1886  | 1891  | 1896  |
| ----- | ----- | ----- | ----- | ----- | ----- | ----- | ----- | ----- |
| 7 919 | 7 642 | 7 867 | 7 602 | 7 826 | 8 010 | 7 545 | 7 812 | 7 972 |

| 1901  | 1906  | 1911  | 1921  | 1926  | 1931  | 1936  | 1946  | 1954  |
| ----- | ----- | ----- | ----- | ----- | ----- | ----- | ----- | ----- |
| 8 130 | 8 374 | 8 102 | 7 754 | 8 001 | 7 550 | 7 734 | 7 900 | 8 040 |

| 1962   | 1968   | 1975   | 1982   | 1990   | 1999   | 2006   | 2011   | 2016   |
| ------ | ------ | ------ | ------ | ------ | ------ | ------ | ------ | ------ |
| 11 777 | 14 096 | 16 719 | 17 692 | 17 865 | 18 350 | 17 572 | 16 908 | 17 946 |

| 2021   | 2022   | - | - | - | - | - | - | - |
| ------ | ------ | - | - | - | - | - | - | - |
| 18 115 | 18 377 | - | - | - | - | - | - | - |

## Économie

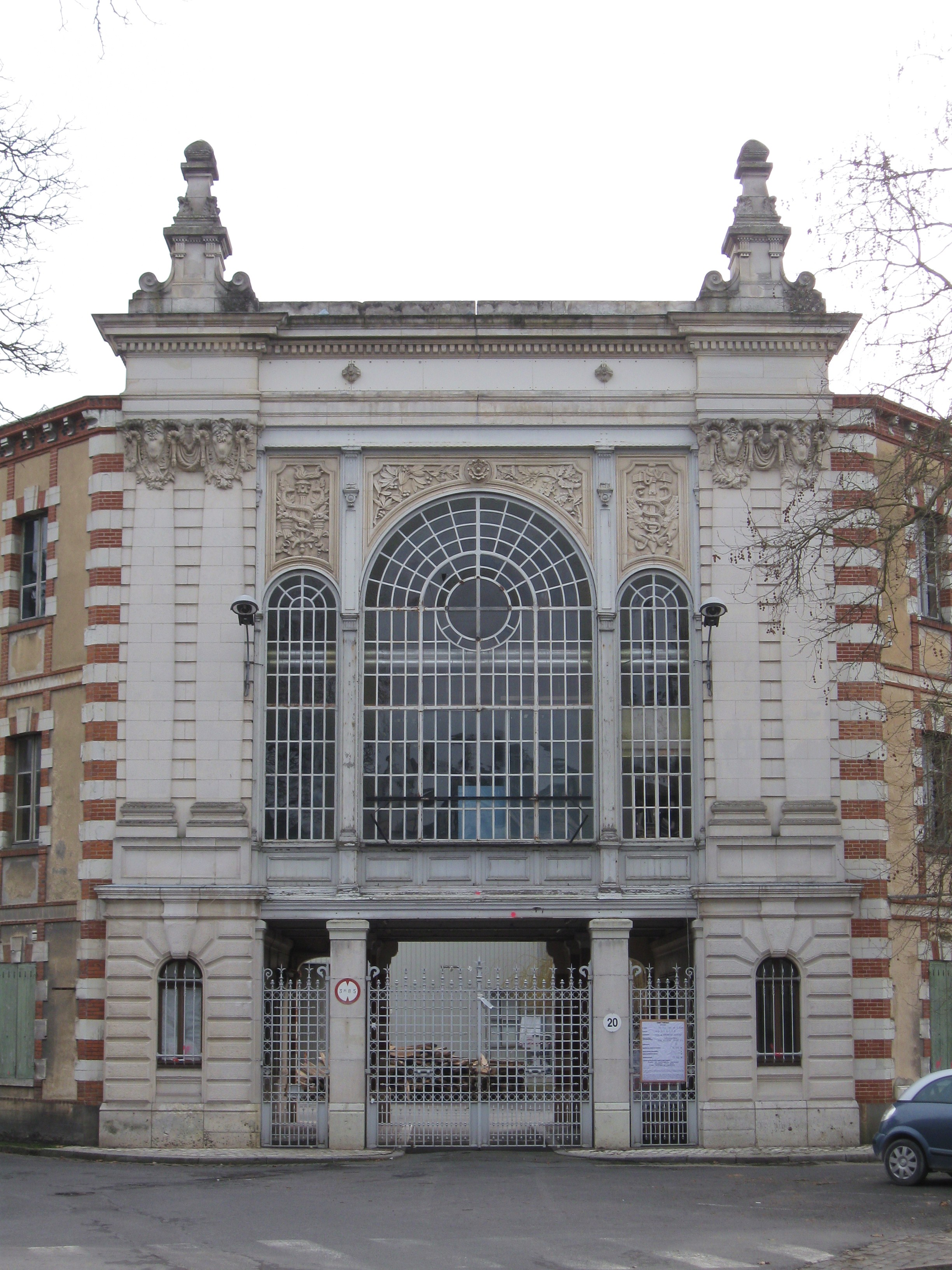
L'entrée de l'usine Matra, ancienne manufacture Normant frères. La Porte des Béliers, date du début du XXe siècle.

Pendant 150 ans, la manufacture Normant frères fut installée dans le faubourg Saint-Roch, elle s'étendait sur plus de six hectares en bord de la Sauldre, employant jusqu'à près de 2 000 personnes dans ses ateliers. Cette grande entreprise drapière familiale a assuré le développement industriel de la ville, avant de fermer définitivement ses portes en décembre 1969, victime de la grave crise textile touchant l'ensemble du secteur.
L'usine Matra, qui s'installa dans les anciens bâtiments de l'usine Normant, a produit pour Renault durant les années 1980 et 1990, près de 870 000 unités du Renault Espace. Elle a été fermée en 2004 par son propriétaire, Lagardère SCA, à la suite de la mévente du modèle Renault Avantime. Cette fermeture, précédée par une suppression de deux tiers des effectifs les trois années précédentes, a été un séisme pour l'économie et l'emploi locaux : en 1999, l'usine employait encore 3 000 salariés. L'usine Matra a été démolie et dépolluée en 2011-2012, et a laissé place à un chantier immobilier, incluant la construction de logements sociaux (comme à l'emplacement de l'ancienne gare de marchandises). Cependant, une usine de pièces détachées subsiste, employant 110 salariés. Elle a assemblé également des vélos électriques, avant que cette activité ne cesse à son tour en 2014 à la suite du rachat de la filiale Matra par le groupe Easybike.
La ville a hébergé de 1959 à 2000 une fabrique de caméras professionnelles, les établissements Beaulieu. Les locaux de l'usine servaient à l'origine de fabrique de chaussures pour une entreprise de Limoges. Ils ont été rachetés par la manufacture Normant frères dans les années 1930 pour y installer des magasins à laine jusque dans les années 1950, moment de leur cession aux établissements Beaulieu. Ils abritent aujourd'hui le musée de l'automobile de la ville.
La ville possède une antenne de la Chambre de commerce et d'industrie de Loir-et-Cher.
Un projet d'implantation d'un village de marques « Le Carré des Marques » a été étudié durant la décennie des années 2000. Des recours devant les juridictions administratives ont retardé le projet. Les opposants ont finalement été déboutés en 2012. Mais entre-temps, les modes de consommation avaient évolué, l'achat sur internet s'était développé et le projet a été abandonné par le promoteur Unibail-Rodamco.

### Entreprises et sites industriels actuels
On peut dénombrer les principales entreprises suivantes :
- Caillau, colliers de serrage pour l'automobile, 550 p. en 2023[52] ;
- Axe Systèmes, matériel médical (groupe Axe à Lisieux), 100 p. en 2023[53] ;
- STAL, fabricants d'aménagements commerciaux, 100 p. en 2023[54] ;
- La Fortezza Alser-LFA (groupe ITAB France), fabrication de meubles et gondoles pour la grande distribution, 65 p. en 2020[55] ;
- RASEC Aménagement, fabrication de meubles pour la grande distribution, 132 p. en 2020 (en cours de restructuration à 87 p. par le groupe STEP[56]) ;
- AIRNOV, fabrication d'emballages plastiques[57].
- COLONNA, gestion santé et prévoyance (300 p. en 2023, licenciements en cours de 80 p. en 2024)
- Projet CATELLA, plateforme logistique (200 p. prévu)

## Vie militaire
La ville de Romorantin abrite la base aérienne 273 Lieutenant-Colonel Mailfert, détachement air 273 Romorantin-Pruniers.
La base aérienne 273 est le lieu d’implantation du Groupe entrepôt des matériels en approvisionnement 11.602 (GEMA), dernier entrepôt aéronautique de l’armée de l’Air et de l’Espace. Elle compte également le Centre de documentation technique de l’armée de l’air 18.602 (CDTAA), l’Escadron d’instruction au vol à voile 21.535 (EIVV), le Bureau interface des soutiens et maîtrise de l’activité 0J.273 (BISMA), le Groupement d’appui à l’activité 1A.273 (GAA) auquel sont rattachés le Groupe des ateliers techniques 14.602 (GAT), l’Escadron de sécurité incendie et de sauvetage 1H.273 (ESIS), le Bureau ressources humaines 3B.273 (BRH) et l’Echelon d’expertise technique centralisée planeurs 75.590 (EETCP), unité organiquement rattachée à la Direction de la maintenance aéronautique (DMAé) dont le pilotage fonctionnel est assuré conjointement par la Direction de la Maintenance aéronautique et le Commandement des forces aériennes.
La Délégation militaire départementale (DMD), située à Blois, est rattachée administrativement à la BA 273. En tant que Délégué militaire départemental du Loir-et-Cher (41), le commandant de base est chargé des relations de la Défense avec les autorités du département et d’assurer la gestion de crises au profit de la préfecture de Loir-et-Cher et de la zone de défense et de sécurité Ouest (ZDS-O). Il exerce également les fonctions de commandant d’armes pour les garnisons de Blois et de Romorantin-Lanthenay.
Le base aérienne 273 dispose de plusieurs atouts : l’expertise de son personnel dans le domaine technico-logistique, au cœur de la supply chain aéronautique des armées, sa situation géographique au centre d’un dense réseau autoroutier, son infrastructure adaptée à la mission, son système de management de la qualité qui garantit l’efficacité du travail effectué et la tenue des délais, la maîtrise des coûts et l’amélioration continue de ses prestations.
Fort de nombreux personnels, militaires et civils des Armées, la BA 273 est un acteur majeur de la vie économique et sociale de la région, ce qui fait de lui le second employeur local, juste après l’hôpital de Romorantin-Lanthenay.

## Transport

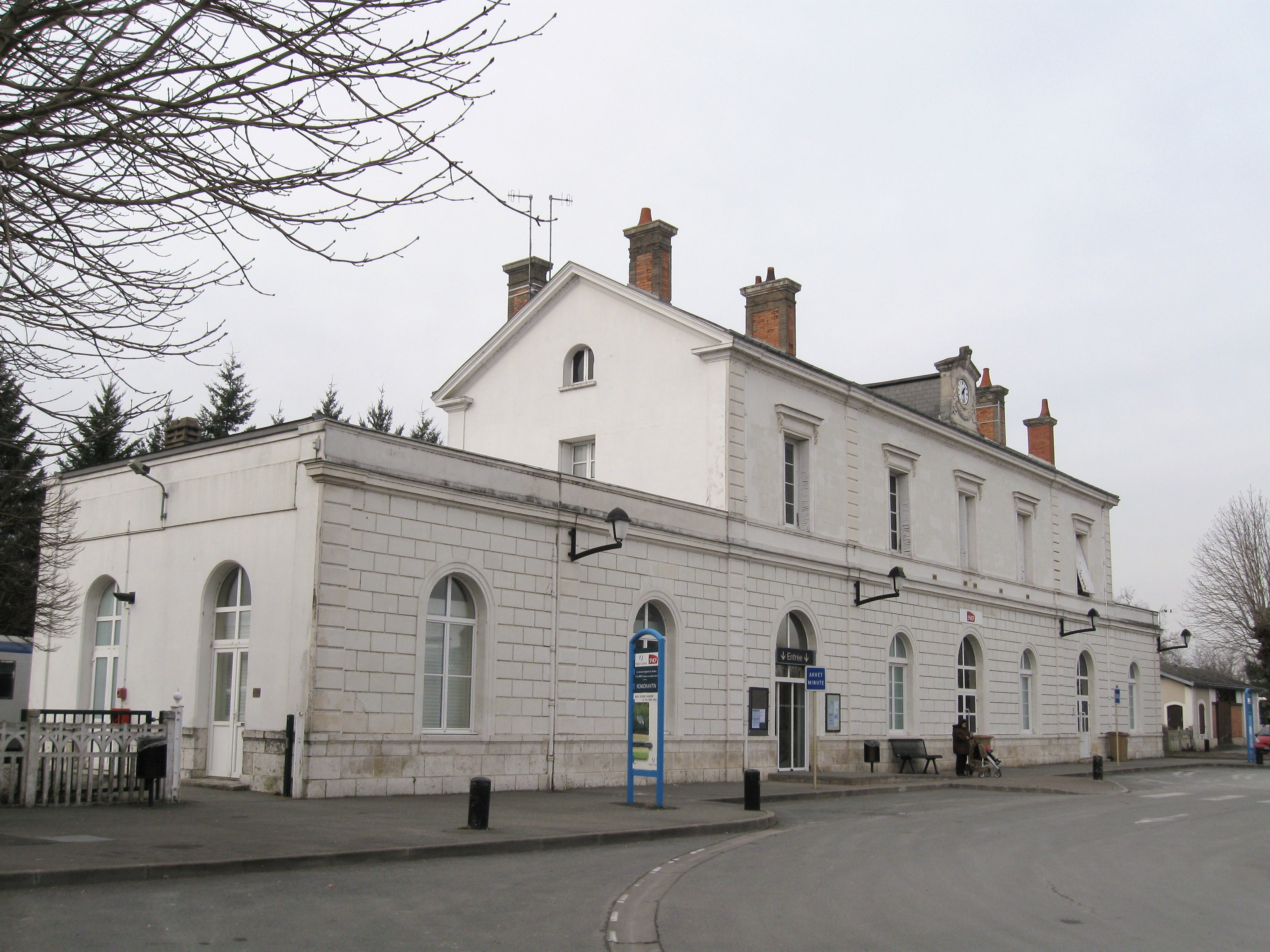
La gare de Romorantin-Blanc-Argent.

La commune était située sur la ligne ferroviaire Blois - Villefranche-sur-Cher, fermée depuis la Seconde Guerre mondiale. Elle est actuellement desservie par la ligne de chemin de fer du Blanc-Argent grâce aux gares de Romorantin-Blanc-Argent et du Faubourg-d'Orléans.
Anciennement, elle fut desservie par la ligne des Tramways de Sologne, rejoignant Orléans puis redescendant vers Isdes et Brinon-sur-Sauldre. Elle est maintenant desservie par les lignes d'autocars TER Vierzon - Romorantin, TER Lamotte-Beuvron - Romorantin, TER Nouan-le-Fuzelier - Romorantin, TER Thésée - Romorantin, TER Blois - Romorantin du réseau TLC (transports du Loir-et-Cher) et, depuis 2001, par l'autoroute A85.

## Enseignement

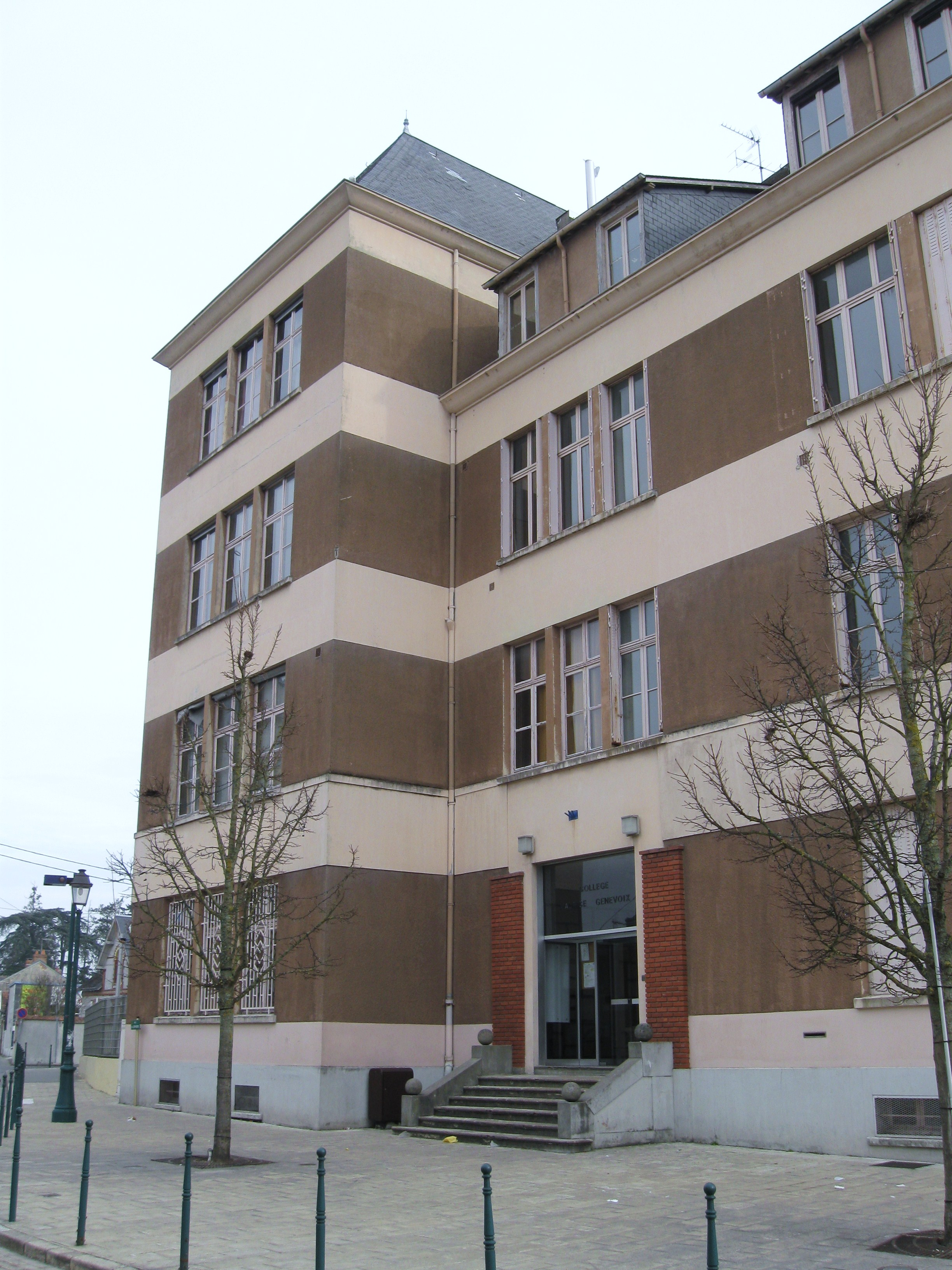
Le collège Maurice-Genevoix avant la restauration.

Romorantin-Lanthenay est située dans l'académie d'Orléans-Tours et dans la circonscription de Romorantin. La commune possède sept écoles, trois collèges et deux lycées.
- Lycée Claude-de-France (lycée d'enseignement général et technologique)[59]
- Lycée Denis-Papin (lycée d'enseignement professionnel)[60]
- Collège Léonard-de-Vinci[61]
- Collège Maurice-Genevoix[62]
- Collège Notre-Dame (groupe scolaire primaire-collège catholique privé)[63],[64]

## Culture locale et patrimoine

### Voies
| 441 odonymes recensés à Romorantin-Lanthenay au 10 mars 2014 | 441 odonymes recensés à Romorantin-Lanthenay au 10 mars 2014 | 441 odonymes recensés à Romorantin-Lanthenay au 10 mars 2014 | 441 odonymes recensés à Romorantin-Lanthenay au 10 mars 2014 | 441 odonymes recensés à Romorantin-Lanthenay au 10 mars 2014 | 441 odonymes recensés à Romorantin-Lanthenay au 10 mars 2014 | 441 odonymes recensés à Romorantin-Lanthenay au 10 mars 2014 | 441 odonymes recensés à Romorantin-Lanthenay au 10 mars 2014 | 441 odonymes recensés à Romorantin-Lanthenay au 10 mars 2014 | 441 odonymes recensés à Romorantin-Lanthenay au 10 mars 2014 | 441 odonymes recensés à Romorantin-Lanthenay au 10 mars 2014 | 441 odonymes recensés à Romorantin-Lanthenay au 10 mars 2014 | 441 odonymes recensés à Romorantin-Lanthenay au 10 mars 2014 | 441 odonymes recensés à Romorantin-Lanthenay au 10 mars 2014 | 441 odonymes recensés à Romorantin-Lanthenay au 10 mars 2014 | 441 odonymes recensés à Romorantin-Lanthenay au 10 mars 2014 |
| Allée                                                        | Avenue                                                       | Bld                                                          | Chemin                                                       | Cité                                                         | Clos                                                         | Impasse                                                      | Passage                                                      | Place                                                        | Quai                                                         | Route                                                        | Rue                                                          | Ruelle                                                       | Voie                                                         | Autres                                                       | Total                                                        |
| ------------------------------------------------------------ | ------------------------------------------------------------ | ------------------------------------------------------------ | ------------------------------------------------------------ | ------------------------------------------------------------ | ------------------------------------------------------------ | ------------------------------------------------------------ | ------------------------------------------------------------ | ------------------------------------------------------------ | ------------------------------------------------------------ | ------------------------------------------------------------ | ------------------------------------------------------------ | ------------------------------------------------------------ | ------------------------------------------------------------ | ------------------------------------------------------------ | ------------------------------------------------------------ |
| 50                                                           | 11                                                           | 3                                                            | 12                                                           | 2                                                            | 2                                                            | 16                                                           | 1                                                            | 19                                                           | 4                                                            | 9                                                            | 217                                                          | 7                                                            | 0                                                            | 89                                                           | 441                                                          |
| Notes « N »                                                  | Notes « N »                                                  | 1. 2. 3. 4. 5. 6. 7. 8. 9.                                   | 1. 2. 3. 4. 5. 6. 7. 8. 9.                                   | 1. 2. 3. 4. 5. 6. 7. 8. 9.                                   | 1. 2. 3. 4. 5. 6. 7. 8. 9.                                   | 1. 2. 3. 4. 5. 6. 7. 8. 9.                                   | 1. 2. 3. 4. 5. 6. 7. 8. 9.                                   | 1. 2. 3. 4. 5. 6. 7. 8. 9.                                   | 1. 2. 3. 4. 5. 6. 7. 8. 9.                                   | 1. 2. 3. 4. 5. 6. 7. 8. 9.                                   | 1. 2. 3. 4. 5. 6. 7. 8. 9.                                   | 1. 2. 3. 4. 5. 6. 7. 8. 9.                                   | 1. 2. 3. 4. 5. 6. 7. 8. 9.                                   | 1. 2. 3. 4. 5. 6. 7. 8. 9.                                   | 1. 2. 3. 4. 5. 6. 7. 8. 9.                                   |
| Sources : rue-ville.info & perche-gouet.net & OpenStreetMap  |                                                              |                                                              |                                                              |                                                              |                                                              |                                                              |                                                              |                                                              |                                                              |                                                              |                                                              |                                                              |                                                              |                                                              |                                                              |

### Lieux et monuments

#### Patrimoine religieux
- Église Saint-Étienne (XIe – XIXe siècles)[65].

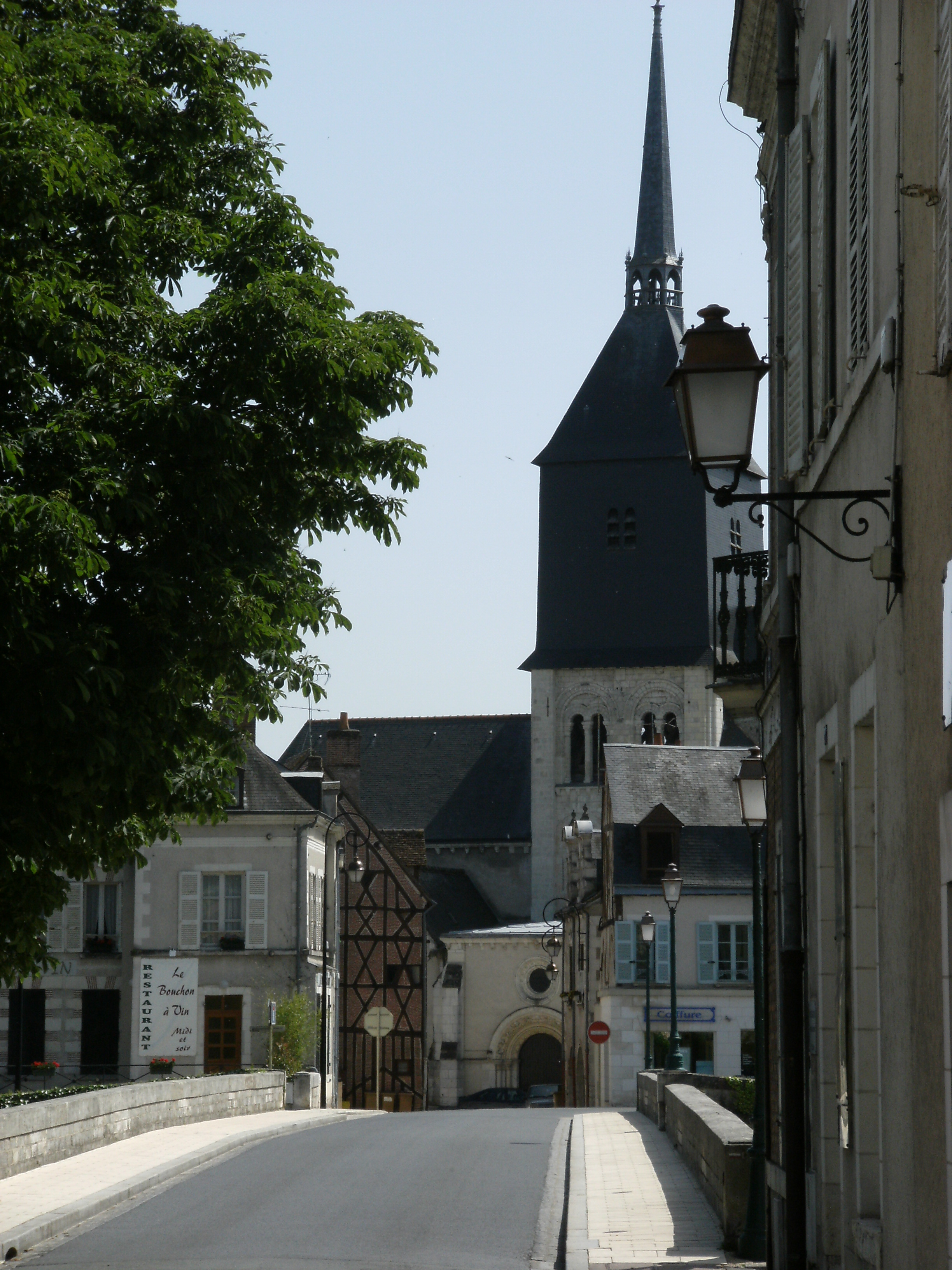
Église Saint-Étienne.

- Église Saints-Pierre-Paul-Laurent-et-Aignan de Lanthenay (XIIe – XIXe siècles)[66].
- Ancienne Église Saint-Pierre de Monthault, à Lanthenay (XIIe – XVe siècles)[67].
- Vestiges (non détruits en 1822) de l'ancienne abbaye de bernardines Notre-Dame-du-Lieu (XIIIe – XVIe siècles, désaffectée en 1791 et détruite en 1822). Incluant notamment l'église, le colombier, deux puits et les anciens jardins[68].
- Croix monumentale Saint-Lazare (édifiée au XIXe siècle, à Romorantin, sur l'emplacement d'une ancienne maladrerie détruite à la fin du XVIIIe siècle)[69].
- Chapelle Notre-Dame-des-Aides dite chapelle de la Bonne-Dame (XVIIe siècle, à Romorantin)[70].
- Chapelle Saint-Roch (fondée en 1626).
- Chapelle Saint-Marc.

#### Patrimoine civil

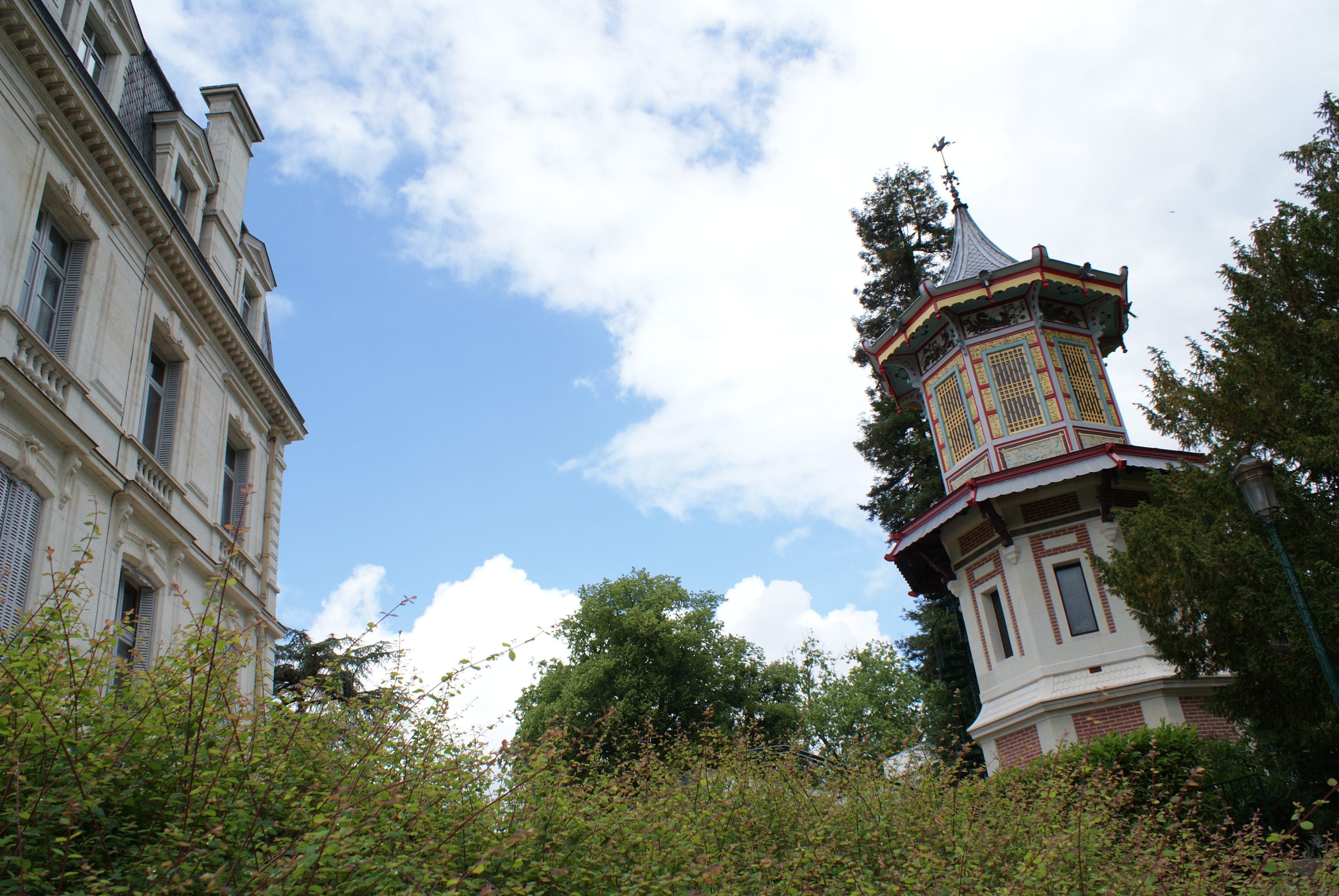
Pagode et mairie.

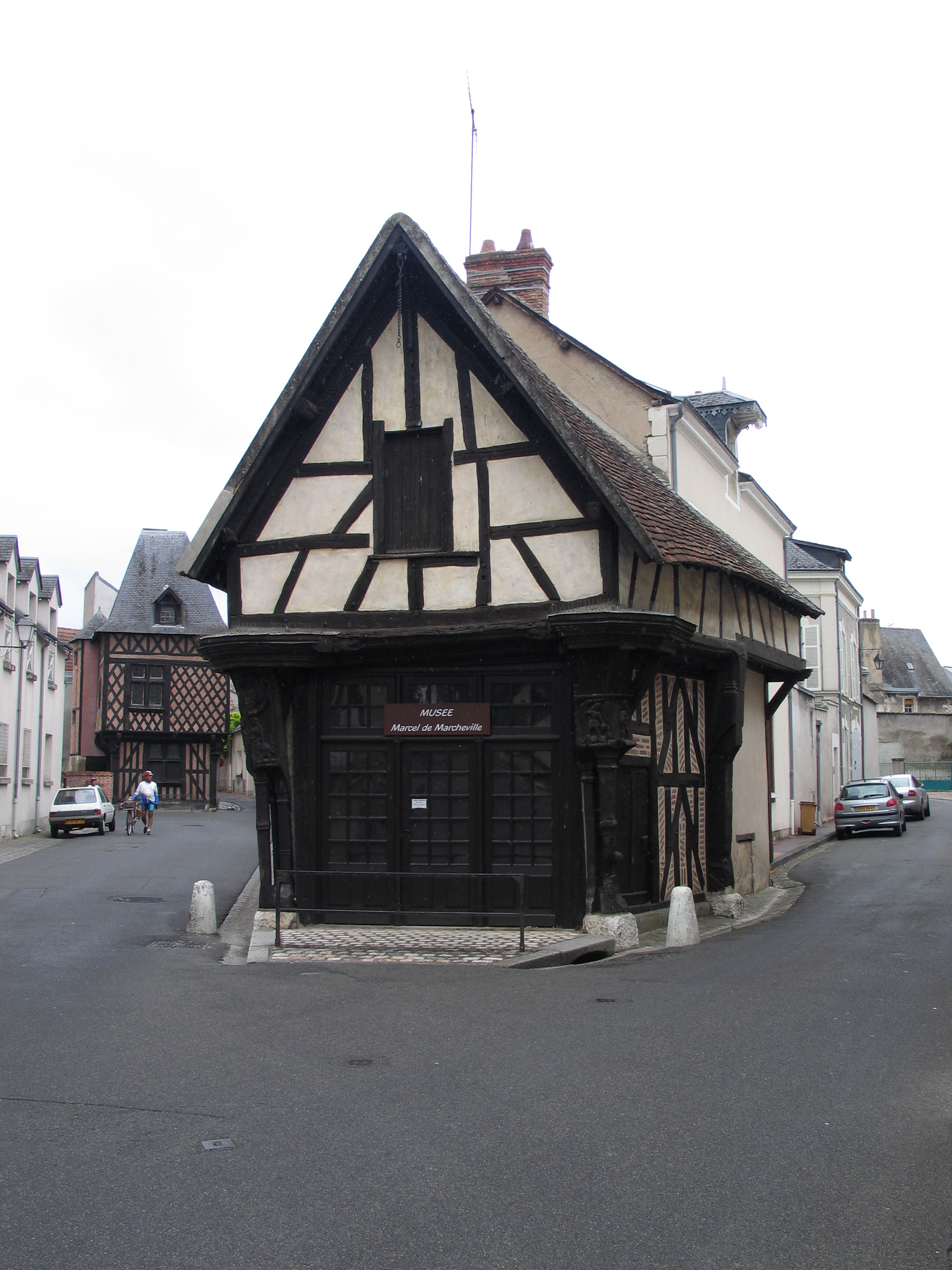
Le Carroir doré.

- L’hôtel Saint-Pol, aussi dit « maison de François Ier » (XVIe siècle). Propriété privée, classée au titre des monuments historiques par arrêté du 12 octobre 1912[71].
- Le Carroir Doré, maison à pans de bois abritant le musée archéologique[72].
- La Chancellerie, maison à pans de bois et en surplomb, antérieure au XVIe siècle, et qui aurait abrité les sceaux royaux de François Ier. Elle est classée au titre des monuments historiques par arrêté du 18 mars 1913[73]. Elle comporte de nombreuses figurines sculptées en tête de poteaux.
- L'actuel hôtel de ville : hôtel particulier (style néo-classique s'inspirant des grandes demeures de l'avenue Foch à Paris) dit hôtel Lionel-Normant, édifié par Anatole-Aristide Normant dans les années 1870. Les plans ont été réalisés par l'architecte Claude Augustin Salleron. Dans le parc paysager attenant au bâtiment, ancienne fabrique en forme de pagode chinoise (servant à l'époque de château d'eau) inscrite au titre des monuments historiques.
- Deux parties remarquables de l'ancienne manufacture textile Normant frères, édifiées au début du XXe siècle :
  - La porte d'entrée monumentale de l'usine, dite « Porte des Béliers » en raison de quatre têtes de béliers sculptées dans la masse et qui ornent les chapiteaux des colonnes. Elles symbolisent le travail de la laine et représentent la fécondité. Conçue en pierre de taille, métal et verre, cette porte forme un bon exemple de l'architecture industrielle triomphante de la fin du XIXe siècle.
  - La salle des métiers à tisser, édifiée à partir de novembre 1902, selon le système Hennebique (dispositif poteau-poutre-plancher en béton armé). Elle couvre un hectare et abrite environ 250 métiers à tisser. Elle compte deux étages avec quatre travées au rez-de-chaussée et cinq travées au premier étage. Elle constitue une des premières réalisations françaises et la première en région Centre du constructeur.
- Le château de Romorantin, datant du XVe siècle, dont subsistent plusieurs segments[74] et qui est prolongé par les bâtiments de la sous-préfecture.
- Une maison Louis XIII.
- La tour Jacquemart, vestige des fortifications de la ville.
- Une maison à pans de bois, rue du Pont.
- Le château de Rioubert.
- Le château de Beauvais.

#### Musées

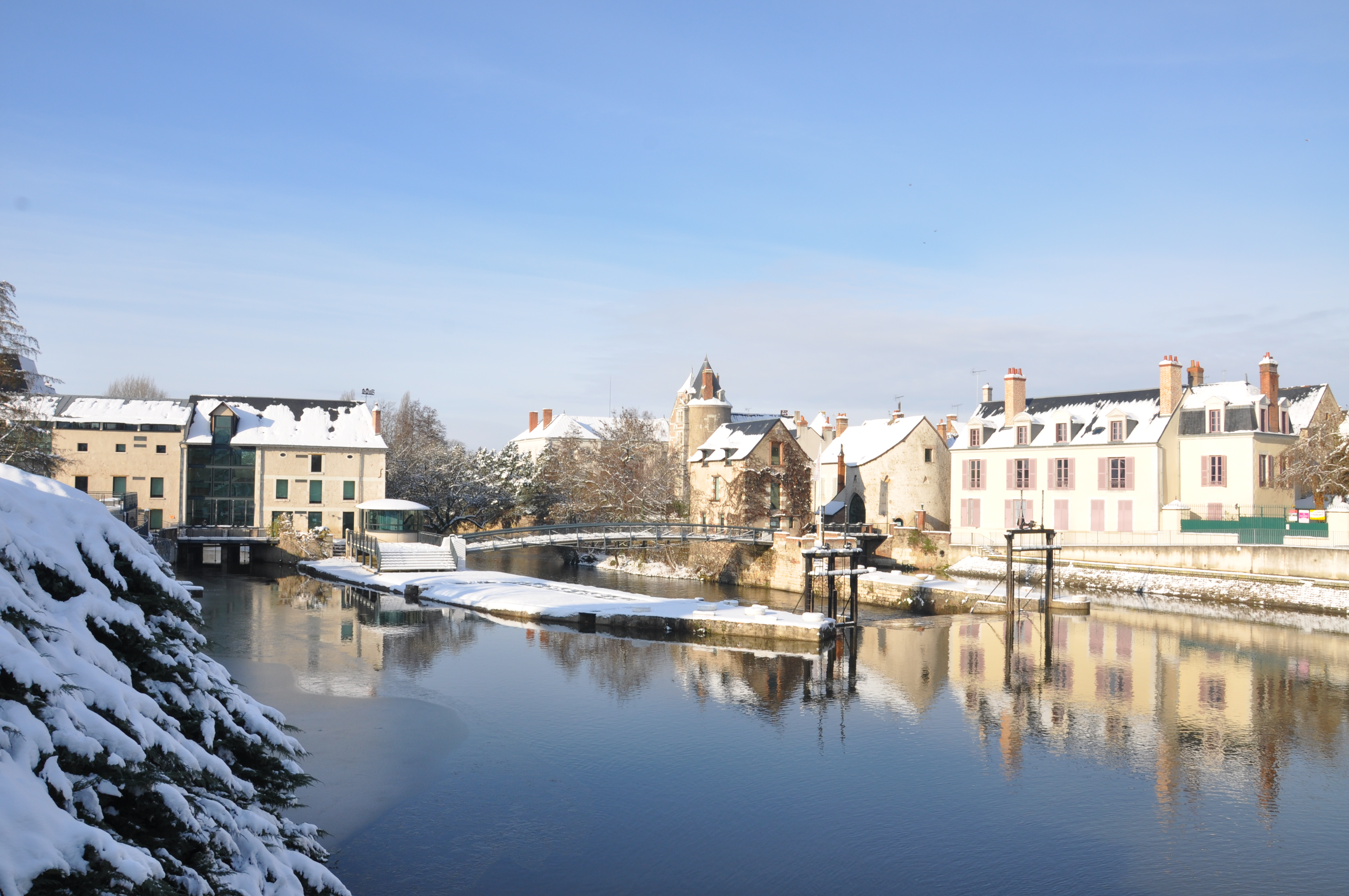
Musée de Sologne et préfecture.

- Musée de Sologne : musée de France créé dans les années 1950, il a été réhabilité dans des locaux neufs en 1995 (dans les anciens moulins du chapitre et de la ville enjambant la Sauldre, ainsi que dans la tour Jacquemart, pour les expositions temporaires). Il abrite également un centre de documentation sur la Sologne contenant notamment une bibliothèque où se trouve conservée la collection Émile-Martin comportant de nombreux ouvrages anciens de botanique.
- L'espace automobile Matra, ouvert en l'an 2000 dans les anciennes usines des caméras Beaulieu, qui comporte une collection unique en France d'une cinquantaine de voitures de sport ainsi que des prototypes de la firme.

### Médias
- La Nouvelle République, presse quotidienne régionale.
- Le Petit Solognot, journal bimensuel gratuit local.
- Éditions CPE, édition de revues et de périodiques. Cette entreprise édite notamment Le Petit Solognot.
- La Renaissance du Loir-et-Cher, presse hebdomadaire départementale.
- Plus FM, station de radio départementale.
- Radio Stéréo Centre, ancienne radio locale basée à Romorantin-Lanthenay.

### Événements
- Les Journées gastronomiques de Sologne, le dernier week-end d'octobre, comportent plusieurs concours de cuisine, pâtisserie, charcuterie, boulangerie viennoiserie, pièce artistique (sucrée, chocolat). Les pièces sont jugées, selon les types de concours, en fonction de différents critères[75]. À l'édition 2012 a participé notamment le chroniqueur gastronomique François Roboth[76].
- La Corrida de Noël est une course à pied qui a lieu chaque année en décembre dans le centre-ville.
- Le festival du Making of a lieu tous les ans en septembre depuis 2003. Il présente des making-of de films amateurs et professionnels[77]. Il est organisé par l'association « MakingOf41 »[78].
- Le salon des Créateurs de Broderie se tient à Romorantin tous les 2 ans depuis 2005. Il est organisé par l'association « Les P'tits Points de Sologne »[79].

### Héraldique
| Blason de Romorantin-Lanthenay | Les armes de Romorantin-Lanthenay se blasonnent ainsi : écartelé : au premier et au quatrième d'azur à la salamandre couronnée d'or sur un brasier de gueules, au deuxième et au troisième de sable aux deux clefs d'argent passées en sautoir. |

### Personnalités liées à la commune
Personnalités nées à Romorantin

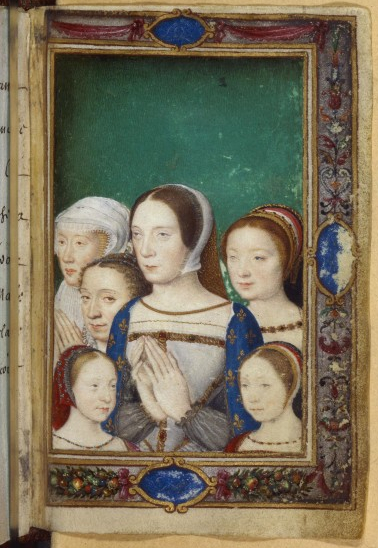
Claude de France.

- Claude de France (1499-1524), fille du roi Louis XII et d'Anne, duchesse de Bretagne, première épouse de François Ier.
- Claude Jean-Baptiste Huet de Froberville (1752-1838), homme politique, député du Loiret en 1791.
- Marthe Brossier (vers 1573/1577-après 1604), jeune femme affirmant être possédée par le démon.
- Paul-François Morin (1818 à Romorantin - 1879 à Nanterre), homme politique, maire de Nanterre, député de la Seine et sénateur inamovible.
- Lucien Dubech (1881-1940), critique littéraire et journaliste à l'Action française.
- Rémy Dumoncel (1888-1945), éditeur français et résistant. Il meurt en déportation en 1945. Cité au Panthéon et honoré à Yad Vashem comme un Juste parmi les nations.
- Henri Hélis (1872-1945), peintre, est né à Romorantin.
- Jean-René Quignard (1887-1978), organiste et compositeur, est né à Romorantin.
- Jacques Thyraud (1925-2005), homme politique français et maire de la commune.
- René Piquet (1932 -), homme politique français.
- Jean-Pierre Joulin (1933-2015), journaliste français.
- Nassira El Moaddem (1984-), journaliste.
- Sarah El Haïry (1989 -), députée.

Personnalité morte à Romorantin
- Constant Duclos (1885-1962), premier parachutiste militaire français.
- André Moulinier (1922-2006), résistant français, Compagnon de la Libération.

Autres
- Serge Abiteboul (1953-), informaticien, y a passé sa scolarité secondaire[81].
- Zabou Breitman (1959-), actrice et réalisatrice, y a passé une partie de sa scolarité.
- Maximilienne (1884-1978), actrice, est inhumée dans le Cimetière St. Roch.

### Sports
- Stade Olympique Romorantinais, club de football.
- Association nautique romorantinaise, club de natation.
- Romorantin futsal club, 3e meilleur club de France en 2012[82].
- Les Dragons de Romorantin, club de football américain.
- Athlétisme Club Romorantinais, club d'athlétisme de niveau national 2.
- Saint Roch City, club de football.
- Saint Martin Sport Basketball, club de basketball.
- A.C. Romo Gymnastique, au Gymnase du Portique[83].
- Tennis Club Romorantinais, club de tennis.
- Boxing Club Romorantin, club de boxe.